# Davis Cup 2010
 Davis Cup 2010 là giải đấu thường niên nằm của giải Davis Cup, giải đấu thường niên của môn tennis dành cho nam.Ở giải đấu lần này, Serbia đá thắng Pháp với tỉ số 3–2 qua đó lần đầu giành cúp này.
Serbia trở thành đội tuyển thứ 13 giành cúp. Với việc thua lần này Pháp đã bỏ qua cơ hội giành cúp lần thứ 10 để vươn lên trên Anh trong số các đội giành nhiều cúp nhiều nhất.